# Atollen van de Malediven

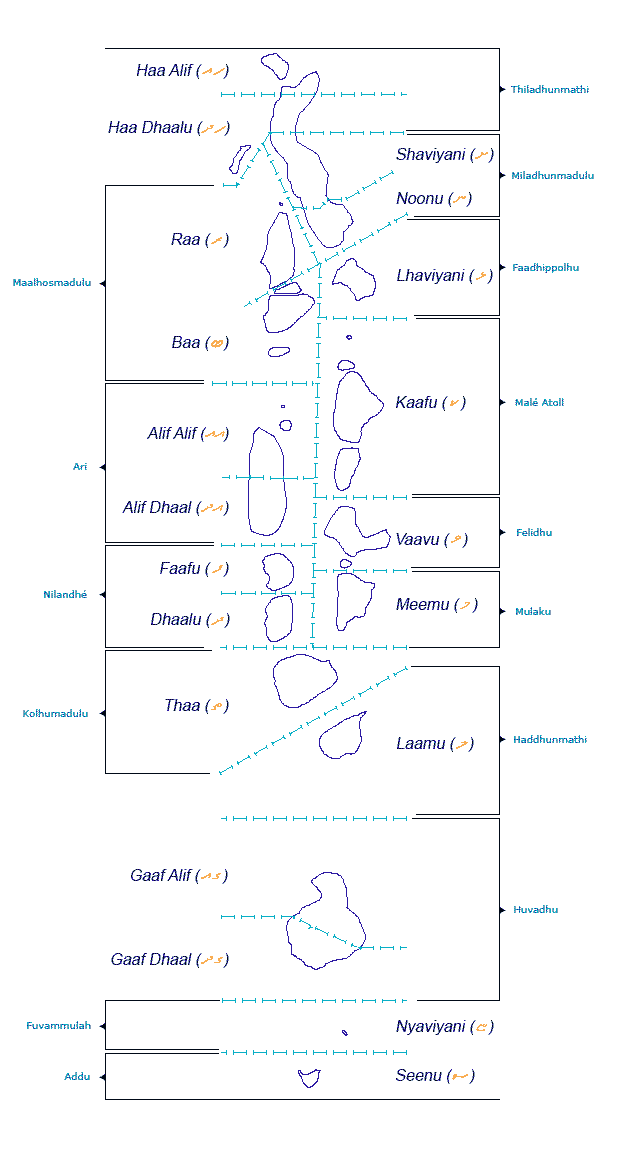

De Malediven bestaan uit 26 atollen. Ze zijn onderverdeeld in 21 administratieve atollen.
Geografisch zijn een aantal groepen atollen te onderscheiden zoals die weer onderverdeeld zijn in diverse atollen:
- Thiladhunmati Groep
  - Ihavandhippolhu-atol
  - Thiladhunmathi-atol
- Miladhummadulhu Groep
  - Makunudhoo ook wel Māmakunudho
  - Miladhunmadulhu-atol
- Faadhippolhu-atol
- Maalhosmadulhu Groep
  - Alifushi en Etthingili
  - Noordelijke Maalhosmadulhu-atol
  - Fasdūtherē
  - Zuidelijke Maalhosmadulhu-atol
  - Goifulhafehendhu-atol ook wel Goidu
- Male Atol Groep
  - Kaashidhu
  - Gaafaru of Gahaafaru
  - Noordelijke Malé-atol
  - Zuidelijke Malé-atol
- Ari Groep
  - Thoddoo
  - Rasdhoo-atol
  - Ari-atol
- Felidhu Atol Groep
  - Felidhu-atol
  - Vattaru-atol
- Mulaku-atol (Meemu)
- Nilandhe Atol Groep
  - Noordelijke Nilandhé-atol
  - Zuidelijke Nilandhé-atol
- Huvadhu-atol
- Kolhumadulu-atol
- Haddhunmathi-atol

## Geografische beschrijving

### Thiladhunmati-groep
- Ihavandhippolhu-atol. Een klein 22 km lang natuurlijk atol. Het heeft 23 eilanden. Een lange barrière rif vormt de westzijde van het atol.
- Thiladhunmathi-atol. Een erg open, atypisch atol zonder een duidelijk begrensde lagune. Het atol strekt zich uit over 76 km en bevat bijna 40 eilanden.